# Pero-Casevecchie
Pero-Casevecchie (en cors Peru è Casevechje) és un municipi francès, situat a la regió de Còrsega, al departament d'Alta Còrsega. L'any 2002 tenia 120 habitants.

## Demografia
| 1962 | 1968 | 1975 | 1982 | 1990 | 1999 | 2002 |
| ---- | ---- | ---- | ---- | ---- | ---- | ---- |
| 210  | 244  | 158  | 112  | 106  | 111  | 120  |

## Administració
| Període   | Identitat           | Partit | Qualitat |  |
| --------- | ------------------- | ------ | -------- |  |
| 1946-1965 | François Vincensini |        |          |  |
| 1965-2006 | Paul Renucci        |        |          |  |
| 2006-     | François Berlinghi  |        |          |  |

## Personatges il·lustres
- Francesco Ottaviano Renucci, escriptor en cors.